# (73227) 2002 JO26
(73227) 2002 JO26 – planetoida z pasa głównego asteroid okrążająca Słońce w ciągu 4,18 lat w średniej odległości 2,59 j.a. Odkryta 8 maja 2002 roku.